# فقط فرشتگان بال دارند
فقط فرشتگان بال دارند (انگلیسی: Only Angels Have Wings) فیلمی درام به کارگردانی هاوارد هاکس محصول سال ۱۹۳۹ است. فیلم به‌لحاظ رعایت استانداردهای حرفه‌ای، فضاسازی و سکانس‌های پروازی، از بهترین فیلم‌های هاکس به‌شمار می‌رود. منتقدان کایه دو سینما فقط فرشتگان بال دارند را به‌عنوان نمونهٔ برجسته‌ای از تئوری مؤلف ستوده‌اند.

## بازیگران
- کری گرانت
- جین آرتور
- ریچارد بارتلمس
- ریتا هیورث
- توماس میچل
- الین جوسلین
- جان کرول
- زیگ رومان
- ویکتور کیلیان
- نوا بری، جونیور
- دان بری
- پت فلرتی
- باد فاین
- چارلز آر. مور